# Satang Jow
Ajaaratou Satang Jow ORG (* 31. August 1943 in Bathurst, heute Banjul) ist eine gambische Politikerin. Sie ist ehemalige Ministerin im westafrikanischen Staat.

## Leben

### Herkunft und Ausbildung
Jow ist die Tochter von dem Politiker Howsoon O. Semega-Janneh. Nach ihrer Schulbildung auf der St. Joseph’s High School, der Gambia High School und dem Fourah Bay College (Sierra Leone). Sie studierte auf der University of Sierra Leone und erreichte 1966 den Bachelor of Arts, danach studierte sie am Institut für Pädagogik der Universität London (Postgraduate Certificate in Education, 1969) sowie an der University of Pittsburgh.

### Tätigkeit als Pädagogin
Die angesehene Pädagogin, die auch als Lehrerin tätig war, wurde in ihrer Karriere 1989 Schulleiterin. Sie war die zweite weibliche Schulleiterin der Gambia High School seit ihrer Gründung im Jahr 1959. Sie setzt sich international für die Bildung von Mädchen und Frauen in islamischen Ländern ein.

### Politische Karriere
Nach dem Militärputsch von 1994 wurde sie vom Armed Forces Provisional Ruling Council unter der Führung Yahya Jammehs als Bildungsministerin (Secretary of State of Education) eingesetzt. 1995 wechselte sie als Nachfolgerin von Aminah Faal-Sonko in das Ressort Jugend, Sport und Kultur (Secretary of State of Youth, Sports and Culture), bekam aber das Bildungsressort 1997 wieder zurück. In ihrer Amtszeit wurde die Universität von Gambia eingerichtet und eröffnet. Aus gesundheitlichen Gründen trat sie 1998 vom Ministerposten zurück.
Sie war als Mitglied des Gambian West African Examination Council Committee tätig und war auch für mehrere Jahre Mitglied im Gremium, das nationale Stipendien verteilt. Jow ist Mitglied im Conference of Gambian High School principals und ist die erste Vorsitzende des Gambian chapter of the Forum for African Women Educationalists (FAWE). Als Kommissarin war sie zwischen Mai 2002 und April 2004 im Sierra Leone Truth and Reconciliation Commission tätig.

## Auszeichnungen und Ehrungen
- Satang Jow wurde 2001 mit dem „National Honour of Order of the Republic of Gambia“, der Stufe Officer (ORG) ausgezeichnet.